# Afromelittia aenescens
Afromelittia aenescens là một loài bướm đêm thuộc họ Sesiidae. Nó được tìm thấy ở Malawi, Zambia, Kenya và Mozambique.